# Celtic Frost
Celtic Frost ([ˈkɛltɪk_frɒst]) va ser una banda suïssa de metall extrem creada a Zúric. Són coneguts per la seva gran influència en altres gèneres de metall extrem.
Van ser actius de 1984 a 1993 i es van tornar a reunir el 2001. Es van dissoldre definitivament el 2008 després que Tom Gabriel Fischer abandonés la banda. Celtic Frost s'inspirava en grups de metal com Black Sabbath, Judas Priest i Venom, però també de rock gòtic com Bauhaus, Siouxsie and the Banshees i Christian Death, i pel grup de hardcore punk Discharge.

## Trajectòria

### Hellhammer i formació de Celtic Frost (1984–85)
El primer frontmant de Celtic Frost, el guitarrista i cantant Tom Gabriel Fischer, alias Tom Warrior, havia creat amb el baixista Steve Warrior una de les primeres bandes de metall extrem, Hellhammer, l'any 1981. Steve va ser reemplaçat més tard per Martin Eric Ain. La banda va aconseguir una certa anomenada internacional i va fitxar per Noise Records a Alemanya, amb què van enregistrar el primer EP, Apocalyptic Raids, el març del 1984. La crítica especialitzada no era gaire falaguera amb el grup i, al capdavall, només van rebre ressenyes "miserables", segons Warrior.
El 1984 Hellhammer es va dissoldre. Fischer i Ain amb el bateria d'estudi Stephen Priestly es van reagrupar com a Celtic Frost. El mini LP debut de 1984, Morbid Tales, va ser un èxit a l'escena underground, i així van preparar la primera gira, que va passar per Alemanya i Àustria. Tot seguit van fer l'EP Emperor's Return. Tots dos treballs es poden trobar ara en un sol CD.

### Anys 1985–87
To Mega Therion (1985) és un dels seus àlbums més influents; Ain no hi va tocar el baix, sinó Dominic Steiner. La imatge de portada, de H.R. Giger, es diu Satan I. El disc va marcar el desenvolupament del death metal i del black. Ain va tornar després que es publiqués l'àlbum.
El 1987 van publicar Into the Pandemonium, un treball més variat que la resta del de Celtic Frost, amb versions d'altres grups, cançons d'amor, sonoritats de música industrial i una peça en què canta una dona. Aquest àlbum va cimentar el terme d'avant-garde metal de finals dels 80 i va significar també l'allunyament de l'estil de metall extrem pel qual s'havien fet coneguts, tot i que encara mantenien els elements simfònics anteriors. L'àlbum té un estil més de heavy metal clàssic i elements d'altres gèneres molt variats, però amb tot conserven alguns trets de black metal, com ara les veus de Tom Warrior i alguns riffs d'estil thrasher.
Durant aquest temps Celtic Frost van ser pioners en l'escena underground del metal, amb grups com Venom i Bathory, tot i que Celtic Frost eren molt més experimentals, per la qual cosa els crítics sovint els han etiquetat com a músics d'avant-garde metal.

### Canvis estilístics, lluites internes i primera dissolució (1987–93)
Després de la gira nord-americana, durant la qual Ron Marks es va afegir a la banda com a segon guitarrista, hi va haver problemes financers i tensions personals entre els membres de la banda, unes relacions malaltisses que van menar a la dissolució de Celtic Frost. Sis mesos més tard, Warrior va decidir reformar la banda amb la tornada de Stephem Priestly a la bateria, Oliver Amberg a la guitarra i Curt Victor Bryant al baix. L'àlbum que en va sortir, Cold Lake, va decebre els fans anteriors però va obtenir èxit al mercat nord-americà. Bryant va fer fora Amberg i va tornar Ron Marks, antic guitarrista als directes, per enregistrar Vanity/Nemesis l'any 1990. El canvi més significatiu, en tot cas, va ser la tornada del baixista Martin Eric Ain i l'afegitó de Gypsy Jones a la guitarra. Tanmateix, la reputació de Celtic Frost no es va recuperar completament.
El següent treball va ser Parched with Thirst Am I and Dying, una col·lecció de gravacions rares publicada l'any 1992. El títol de la compilació estava inspirat en una pregària romana antiga. El disc aplegava material no publicat encara, versions de caçons antigues i altres versions.
Un disc final, titulat Under Apollyon's Sun, no va aconseguir mai aquest títol, tot i que Fischer va cofundar una nova banda anomenada Apollyon Sun.

### Postruptura (1993–2001)
Amb Apollyon Sun, Fischer, juntament amb Erol Unala a les guitarres, va enregistrar l'EP God Leaves (And Dies) i un LP, Sub. Aquest grup, malgrat que estava inspirat en la música de Celtic Frost, es considera un projecte d'industrial metal. Durant aquest període Fischer també va publicar un llibre autobiogràfic, Are you morbid?, l'any 2000.

### Reunió (2001–08)

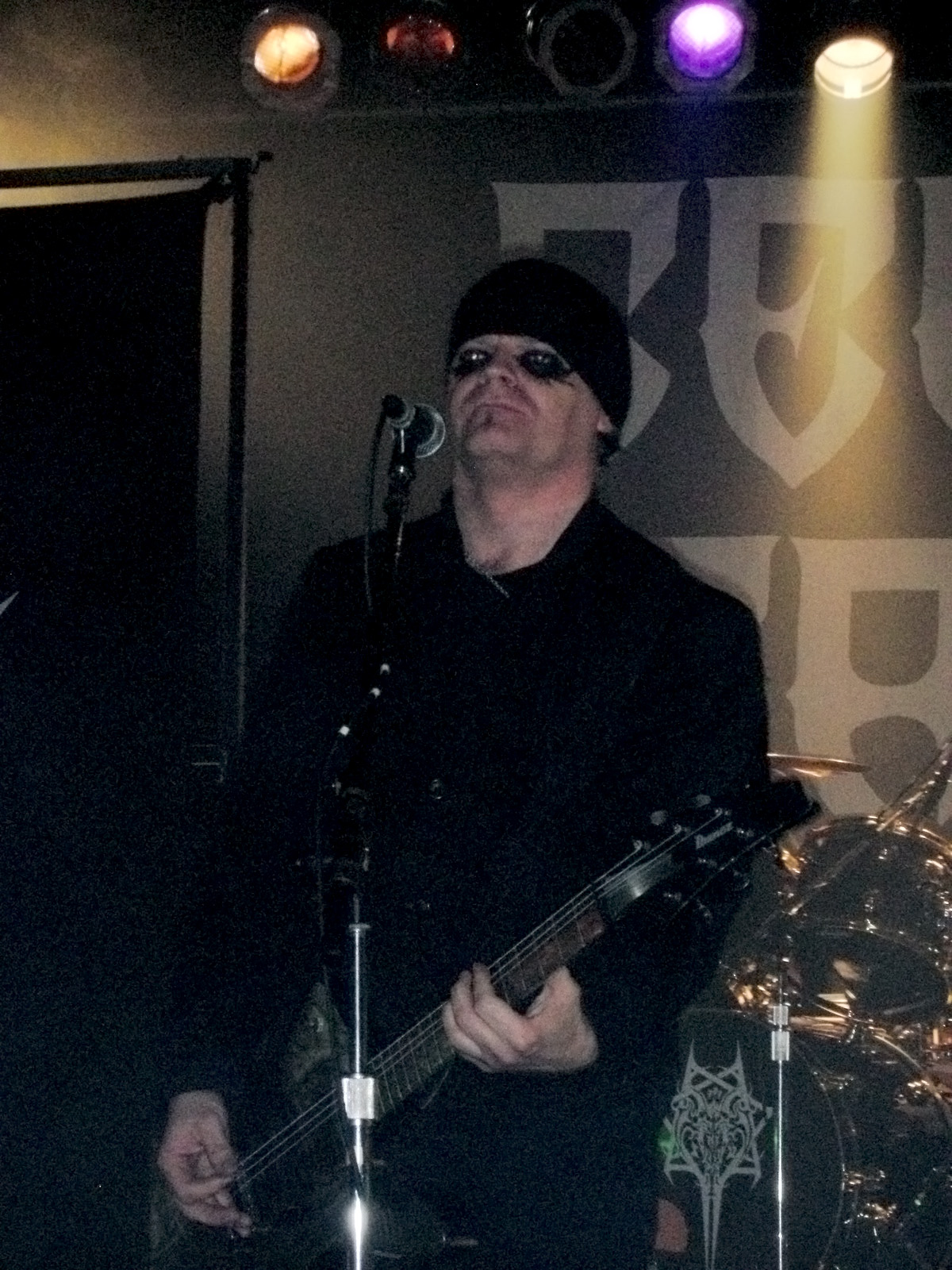
Tom Warrior tocant el 2006.

A finals del 2001, Fischer i Ain van tornar a compondre música plegats, amb Unala a la guitarra, i, cap a finals del 2002, també amb Franco Sesa, bateria suís conegut pel grup Inverted Cross. Volien gravar un nou disc molt fosc i dur; el projecte, però, es va allargar més del que es preveia, tot i que finalment va sortir a la llum el 2006 amb el nom de Monotheist. Fischer i Ain consideraven el disc el més obscur de Celtic Frost fins aleshores, que conjuminava les aures musicals de To Mega Therion i Into the Pandemonium.
Aquest disc, el setè de Celtic Frost, va ser autofinançat per la discogràfica pròpia Prowling Death Records i imprès per Diktatur des Kapitals. Prowling Death havia estat un segell creat per publicar els treballs de Hellhammer. La producció del disc també va anar a càrrec de Celtic Frost, juntament amb Peter Tägtgren (de Bloodbath, Hypocrisy i Pain) i mesclat per Fischer i Ain. Després, Celtic Frost i Prowling Death Records van establir una llicència comercial amb Century Media, amb la qual es va publicar el 30 de maig del 2006.
Un dia abans havia començat la gira més extensa de la banda, "Monotheist Tour", arreu d'Europa i nord-amèrica. El 2007 van anar al Japó i van continuar la gira arreu del món. Als concerts tocaven amb un guitarrista addicional, primer amb Anders Odden, més tard amb V Santura.
El 2007 van començar a compondre material nou amb vistes a publicar-lo el 2008, però Celtic Frost va anunciar una segona ruptura el setembre del 2008. Els darrers concerts del grup van ser a Mèxic el 12 i 13 d'octubre del 2007.

### Trencament definitiu i Triptykon (2008–act.)

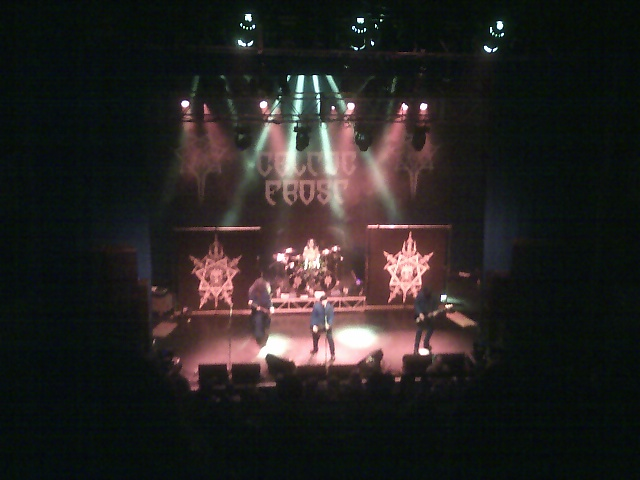
Concert de Celtic Frost el 2006.

Fischer va explicar que plegava de Celtic Frost el 9 d'abril del 2008 amb un anunci al web oficial de la banda; el motiu eren raons personals. Ain defensava que el grup encara era viu, tot i que en coma, i que no gravaria ni faria més concerts. Fischer se'n va anar a la nova banda Triptykon, en què hi participava el guitarrista V Santura, el bateria original de Celtic Frost Reed St. Mark i el baixista Vanja Slajh. Segons Fischer, Triptykon seguia una línia semblant a la de Celtic Frost a Monotheist.
El 9 de setembre del 2008 Martin Eric Ain i Tom Gabriel van confirmar al web oficial de Celtic Frost que la banda havia decidit plegar veles definitivament.

## Gènere de metal
El gènere de metal exacte de Celtic Frost ha estat un tema de debat. Al començament, se'ls classificav com a banda de thrash metal, black metal o fins i tot death metal. Al final de la seva carrera se'ls considerava com a banda de doom metal i gothic metal. L'experimentació en àlbums com Into the Pandemonium va fer que alguns periodistes descriguessin el seu estil d'avant-garde metal.

## Components del grup
| Membres finals - Thomas Gabriel Fischer – vocalista, guitarra, programació (1984–93, 2001–08) - Martin Eric Ain – baix, vocalista (1984–85, 1985–88, 1990–93, 2001–08) - Franco Sesa – bateria (2002–08) | Membres anteriors - Isaac Darso – bateria (1984) - Reed St. Mark – bateria (1985–88, 1992–93) - Curt Victor Bryant – baix, veus (1988–90) - Oliver Amberg – guitarra, veus (1988–89) - Dominic Steiner – baix a To Mega Therion(1985) - Ron Marks – guitarra (1986–90) Músics en directe - Anders Odden – guitarra (2006–07) - V Santura – guitarra (2007–08) - Erol Unala – guitarra rítmica (2001–06) |

Antics músics d'estudi
- Stephen Priestly[18] – bateria (1984–85, 1988–92)

## Discografia
Àlbums d'estudi
- Morbid Tales (1984, reeditat el 1999; edició en vinil el 2008)
- To Mega Therion (1985, reeditat el 1999)
- Into the Pandemonium (1987, reeditat el 1999)
- Cold Lake (1988)
- Vanity/Nemesis (1990, reeditat el 1999)
- Monotheist (2006)

EPs
- Emperor's Return (1985, reeditat com a part de la reedició de Morbid Tales de 1999)
- Tragic Serenades (1986, reeditat com a part de To Mega Therion el 1999)

Recopilacions
- Parched With Thirst Am I and Dying (1992)
- Are You Morbid? (2003)

Videografia
- Live at Hammersmith Odeon (1989, VHS)

## Vídeos musicals
- "Circle of the Tyrants" (1986)
- "Cherry Orchards" (1988)
- "Wine in My Hand (Third from the Sun)" (1989)
- "A Dying God Coming into Human Flesh" (2006)